# 사진 속 그녀
"사진 속 그녀"(The Woman Who Wasn't There)는 한국에서 제작된 윤혜렴 감독의 2009년 드라마, 코미디 영화이다. 신민희 등이 주연으로 출연하였다.

## 출연
- 신민희
- 오현진

## 기타
- 프로듀서: 강영모
- 조명: 김호연
- 녹음: 임대지
- 믹싱: 윤유경
- 믹싱: 김남윤
- 미술: 원유선
- CG: 김남윤
- CG: 진오